# Pic Emory
Le pic Emory est une montagne des États-Unis située dans l’État du Texas. Il constitue le point culminant des monts Chisos.
Il tient son nom de William Hemsley Emory, le chef de l'équipe d'inspection de la frontière américaine de 1852. Du bassin de Chisos, le sommet semble être une arête mineure, tandis que le sommet de Casa Grande, un kilomètre et demi plus près, semble être beaucoup plus grand. Depuis l'ouest, le pic Emory est clairement visible comme un point légèrement plus haut que le reste de la chaîne de montagnes.

Vue vers le nord-ouest depuis le sommet.

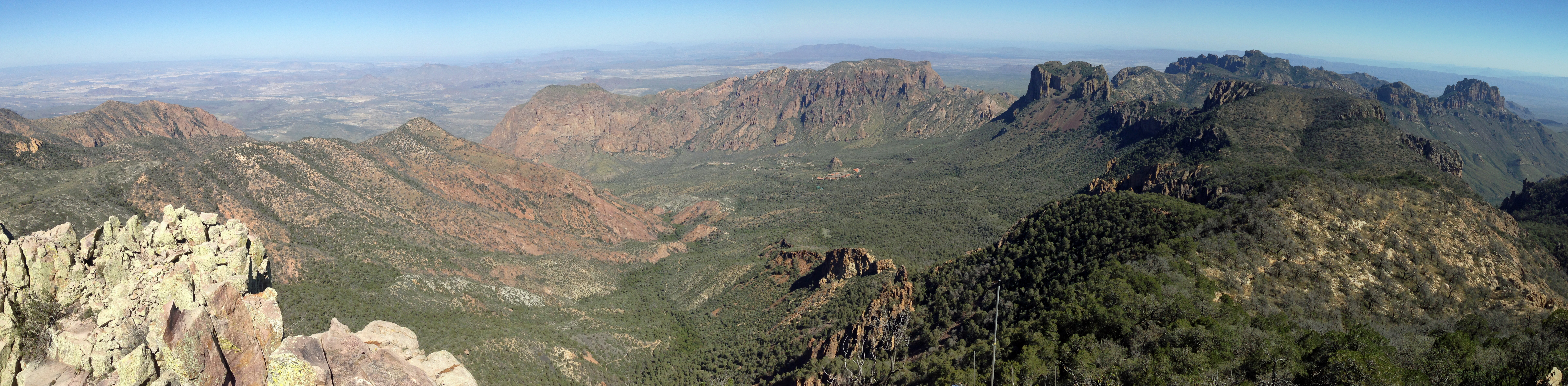
Vue du bassin depuis le sommet.